# Géza Gárdonyi
Géza Gárdonyi, vlastním jménem Géza Ziegler (3. srpna 1863, Gárdony-Agárdpuszta, Uhersko – 30. října 1922, Eger, Maďarsko) byl maďarský spisovatel, básník, dramatik, novinář a čestný člen Maďarské akademie věd.

## Život
Od roku 1881 vyučoval na základní škole. V roce 1885 se stal novinářem (Győr, Szeged, Arad, Budapešť). Později se stal jedním z nejvážnějších romanopisců maďarské literatury. Nebyl členem žádného literárního kruhu, jeho prózy jsou rozděleny do tří tematických oblastí. V roce 1890 napsal povídky a příběhy v populární náladě (Az én falum – Moje vesnice, 1898), na přelomu 19. a 20. století vytvořil a vydal historické romány (Egri csillagok – Jágerské hvězdy, 1901; A láthatatlan ember – Ve stínu hunské slávy, 1902; Isten rabjai – Slave Boha, 1908), poté psychologické romány (Szunyoghy miatyánkja – Otčenáš Szunyoghyho, 1913; Ida regénye – Roman o Ida, 1920). Jeho drama i poezie byla méně významná. Šlo o výstředního člověka, legendární postava v době svého života tzv. „poustevník v Egeru“.

## Nejznámější díla

### Egerské hvězdy
Nejslavnější román Gézy Gárdonyiho Egri csillagok byl vydán v roce 1899. Název doslova znamená Egerské hvězdy. Děj se odehrává během slavného obléhání města Eger Osmany v roce 1552. V roce 2005 byla tato kniha diváky televizního programu A Nagy Könyv (Velká kniha) zvolena za „nejoblíbenější román Maďarska“.

### Ve stínu hunské slávy
Podle některých kritiků je jeho nejlepším dílem román A láthatatlan ember, vydaný v roce 1901. Název znamená doslova Neviditelný člověk, ale v češtině byl publikován jako Ve stínu hunské slávy. Příběh se odehrává v době Attily Huna.
Ačkoli jsou tyto dva romány v Maďarsku velmi známé, překlady do češtiny a dalších evropských jazyků byly široce publikovány až koncem 20. století.